# Szabó Bálint (építész)
Szabó Bálint (Kolozsvár, 1944. április 9. – 2024. június 18.) Kós Károly-díjas erdélyi magyar építőmérnök, műemlékrestaurátor, építészeti szakíró, egyetemi oktató. Szentimrei Judit fia, Szentimrei Jenő unokája.

## Életútja
Középiskoláit a kolozsvári Brassai Sámuel Líceumban végezte (1961), ugyanott, a Műszaki Egyetem Építőmérnöki Karán szerzett diplomát (1966), majd doktori fokozatot (1984), a budapesti Műszaki Egyetemen pedig műemlékfelújító szakmérnöki diplomát (1996).
Szakmai pályáját a kolozsvári Műszaki Egyetem tartószerkezeti laboratóriumában kezdte 1974-ben, később adjunktus, 1996-tól docens az Építőmérnöki Kar Vasbetonszerkezetek Tanszékén; 1998 óta a műemlékvédelemben nagy fontosságú történeti tartószerkezetek rehabilitációjának oktatója. Tagja a Műemlékrestaurátorok Országos Egyesületének (1995-től), elnöke az Erdélyi Műemlékrestaurátorok Egyesületének (1996-tól), alapító igazgatója az 1996-ban létrehozott Transilvania Trust Alapítványnak, vezetőségi tagja az ICOMOS Román Nemzeti Bizottságnak.

## Munkássága
Szakpublikációi többnyire román nyelven jelentek meg, így P. Rus és T. Hodişan társszerzőkkel közös kötete: Elemente şi structuri din beton armat. Teoria şi aplicaţii (Kolozsvár, 1986). Bevezetés a történeti tartószerkezetek felújításelméletébe c. tanulmánykötete több mint 50 (a magyar mellett román és angol nyelvű) dolgozatot tartalmaz (Kolozsvár, 1998). Kutatási területén alapműnek számító munkája: Történeti tartószerkezetek illusztrált szakszótára (Kolozsvár, 2005. Magyar–román–angol.)
Kivitelezett vagy kivitelezés alatt álló műemlékrestaurációs tervei közül fontosabbak: az árkosi Szentkereszty-kastély (1969), a sepsiszentgyörgyi Székely Mikó Kollégium (1969), a besztercei evangélikus templom (1992), a szilágysomlyói Báthory-vár (1994), a dévai ferences kolostor (1994), a nagyenyedi Bethlen Gábor Kollégium (1995), a munkácsi Rákóczi-vár (1996), a kolozsmonostori római katolikus templom (1998),  Torockó falurehabilitációja (1999), a kolozsvári Mátyás-szobor.

## Művei
- Structuri portante istorice de zidărie. Al 5-lea simpozion ştiinţific de structuri portante itorice (Falazott történeti tartószerkezetek. 5. történeti tartószerkezetek tudományos ülésszak); szerk. Kirizsán Imola, Szabó Bálint; Utilitas, Cluj-Napoca, 2001
- Moştenirea structurilor portante istorice. Istoria structurilor portante (A történeti tartószerkezetek öröksége. A tartószerkezetek története); szerk. Kirizsán Imola, Szabó Bálint; Utilitas, Cluj-Napoca, 2004
- Dicţionar ilustrat de structuri portante istorice (Történeti tartószerkezetek illusztrált szótára); 2. jav., bőv. kiad; Kriterion–Utilitas, Kolozsvár, 2005
- Tehnici tradiţionale şi inovative în reabilitarea structurilor istorice. Al 9-lea simpozion internaţional structuri portante istorice (Hagyományos és innovatív technikák a történeti szerkezetek helyreállításában. 9. tudományos ülésszak. Történeti tartószerkezetek); szerk. Kirizsán Imola, Szabó Bálint; Utilitas, Cluj-Napoca, 2005 + CD
- The safety of historic load-bearing structure. Historic structures – 10th international scientific conference (A történeti tartószerkezetek biztonsága. Történeti tartószerkezetek – 10. nemzetközi tudományos konferencia); szerk. Kirizsán Imola, Szabó Bálint; Utilitas, Cluj-Napoca, 2006
- Protecţia globală a oraşelor istorice (Történeti városok átfogó védelme); szerk. Szabó Bálint, Kirizsán Imola; Utilitas, Cluj-Napoca, 2007 (Seria simpozioanelor de teoria şi practica reabilitării patrimoniului construit)
- Dicţionar ilustrat de intervenţii la structuri portante istorice (Történeti tartószerkezeti beavatkozások illusztrált szakszótára); Utilitas, Cluj-Napoca, 2008
- Arhitectura vernaculară în regiuni multiculturale (Többnemzetiségű régiók népi építészete); szerk. Kirizsán Imola, Szabó Bálint, Takács Enikő; Utilitas, Cluj-Napoca, 2009 (Seria simpozioanelor de teoria şi practica reabilitării patrimoniului construit)
- Szabó Bálint–Kirizsán Imola: Dicţionar ilustrat de şarpante istorice; Utilitas, Cluj-Napoca, 2011
- Műemlékes gondjainkról; Művelődés–Szentimrei Alapítvány, Kolozsvár–Sztána, 2022 (Sztánai füzetek)

## Díjak, elismerések
- Magyar Műemlékvédelemért Emlékplakett (1993)
- Kós Károly-díj (1995)
- Europa Nostra-oklevél (társakkal, 1998)
- Europa Nostra-érem (társakkal, 1999)